# Damixa
Damixa är en dansk tillverkare av vattenkranar, även kallade blandare, för kök och badrum och duschar. Företaget har sitt säte i Odense.
Damixa grundades 1932 i Odense och var ursprungligen en del av Smith & Co (SCO) gruppen som tillverkade så olika saker som motorcyklar, stekpannor och avstängningsventiler.
1966 träffade den dåvarande verkställande direktören för Damixa en tillverkare av engreppsblandare i New York. Han såg möjligheterna och Damixa blev därför den första europeiska tillverkaren att tillverka engreppsblandare för kök och badrum. Många av Damixas produkter har under de senaste åren vunnit internationella priser för sin design. Exempelvis Red dot design award för serierna Merkur, Arc, G-Type, Clover, Clover Easy samt 2014 för serien A-Pex. För serierna Arc och Illusion har Damixa vunnit If Product Design Award.
I maj 2014 förvärvade Ostnor, med de välkända varumärkena Mora Armatur och FM Mattsson, Damixa, Danmarks ledande företag inom armaturer för kök, bad och dusch.